# Manduca centrosplendens
Manduca centrosplendens är en fjärilsart som beskrevs av Bruno Gehlen 1940. Manduca centrosplendens ingår i släktet Manduca och familjen svärmare. Inga underarter finns listade i Catalogue of Life.